# Natalia Kaliszek-Wąsik
Natalia Kaliszek-Wąsik (ur. 17 maja 1996 w Toruniu) – polska łyżwiarka figurowa, startująca w parach tanecznych z Maksymem Spodyriewem. Uczestniczka igrzysk olimpijskich (2018, 2022), medalistka zawodów z cyklu Challenger Series i 8-krotna mistrzyni Polski (2015–2022). Zakończyła karierę łyżwiarską 17 lipca 2022 roku.

## Życiorys

### Początki
Kaliszek rozpoczęła naukę jazdy na łyżwach w wieku czterech lat, gdyż zaraz po tym jak jej matka zaprowadziła ją na ślizgawkę zdecydowała się zapisać córkę do szkółki łyżwiarskiej. Podobnie jak Natalia łyżwiarstwo figurowe trenowali jej brat Michał i siostra Anna, zaś w późniejszym czasie ich ojciec został właścicielem lodowiska w centrum Torunia, a następnie prezesem klubu MKS Axel Toruń, który zaczęła reprezentować Natalia. Na początku trenowała jako solistka, ale szybko zdecydowała się na konkurencję par sportowych w których występowała z bratem Michałem Kaliszkiem.

### 2007–2014: zmiana konkurencji na pary taneczne
W latach 2007–2010 Natalia i Michał Kaliszkowie zostali mistrzami Polski juniorów 2009 w parach sportowych oraz stawali na podium zawodów międzynarodowych w kategorii Novice i junior. Od sezonu 2010/2011 zmienili konkurencję na pary taneczne. Zadebiutowali na imprezie rangi mistrzowskiej w 2012 roku, na mistrzostwach świata juniorów w Mińsku podczas których odpadli w rundzie kwalifikacyjnej. W trzech kolejnych sezonach stawali na podium zawodów krajowych zdobywając wicemistrzostwo Polski 2011 juniorów, wicemistrzostwo Polski 2012 seniorów i brązowy medal wśród seniorów rok później. Zakończyli wspólne występy w 2013 roku.
W sezonie 2013/2014 jej partnerem był Rosjanin Jarosław Kurbakow. Wzięli udział tylko w zawodach juniorskich. W zawodach z cyklu Junior Grand Prix byli 13. w Czechach i 9. w Polsce. Ponadto zdobyli srebro na mistrzostwach Polski juniorów, srebro na rodzimych zawodach Mentor Toruń Cup 2013 oraz dwa brązowe medale na Minsk-Arena Ice Star i Santa Claus Cup, wszystkie w kategorii juniorów.

### Od 2014: partnerstwo ze Spodyriewem i debiut olimpijski
W 2014 roku trenerzy zaproponowali treningi próbne z Kaliszek ukraińskiemu łyżwiarzowi Maksymowi Spodyriewowi, który od niecałego roku pozostawał bez partnerki sportowej. Po tygodniu próbnym para rozpoczęła wspólną jazdę, zaś oficjalne treningi rozpoczęli 1 września 2014 roku w Toruniu. Ich trenerką została Sylwia Nowak-Trębacka. W pierwszym wspólnym sezonie 2014/2015 Natalia i Maksym zostali mistrzami Polski i rozpoczęli regularne starty w zawodach międzynarodowych. Na mistrzostwach Europy w Sztokholmie zajęli 14. miejsce, zaś w debiucie na mistrzostwach świata w Szanghaju uplasowali się na 24. pozycji i nie awansowali do tańca dowolnego.
W sezonie 2015/2016 widoczne były postępy w ich treningach i zgraniu, co przełożyło się na osiąganie lepszych rezultatów. Kaliszek i Spodyriew rozpoczęli sezon od startów w zawodach z cyklu Challenger Series. Po siódmym miejscu na Nebelhorn Trophy 2015 zdobyli brązowy medal w Mordovian Ornament 2015 oraz srebro w Warsaw Cup 2015. Ponadto na zawodach krajowych po raz drugi zostali mistrzami Polski, również ze względu na brak innych polskich par tanecznych podczas rywalizacji w mistrzostwach czterech narodów 2016. Na arenie międzynarodowej poprawili swoje lokaty z poprzedniego roku, na mistrzostwach Europy 2016 zajęli 11. miejsce, zaś na mistrzostwach świata lokatę 16. Na mistrzostwach świata pobili swój rekord życiowy w tańcu krótkim, a start uznano za duży sukces reprezentantów Polski. Wspominano także o chęci wywalczenia w kolejnym sezonie kwalifikacji olimpijskiej, gdyż od marca 2016 roku Spodyriew posiadał polskie obywatelstwo niezbędne do reprezentowania Polski na igrzyskach.
Sezon 2015/2016 był wyjątkowy dla Kaliszek i Spodyriewa ze względu na prezentowaną przez nich choreografię w tańcu krótkim, w rytmach walca i fokstrota. Część choreografii autorstwa Sylwii Nowak-Trębackiej, która była wykonywana w trzymaniu tanecznym w rytmie fokstrota do utworu „Tea for Two” Prandi Sound o długości 58 sekund, została przyjęta przez Międzynarodową Unię Łyżwiarską (ISU) jako tzw. pattern, czyli wzór tańca obowiązkowego pod nazwą Tea-Time Foxtrot.

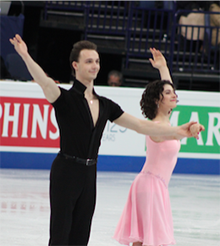
Taniec dowolny Dirty Dancing na mistrzostwach świata 2017

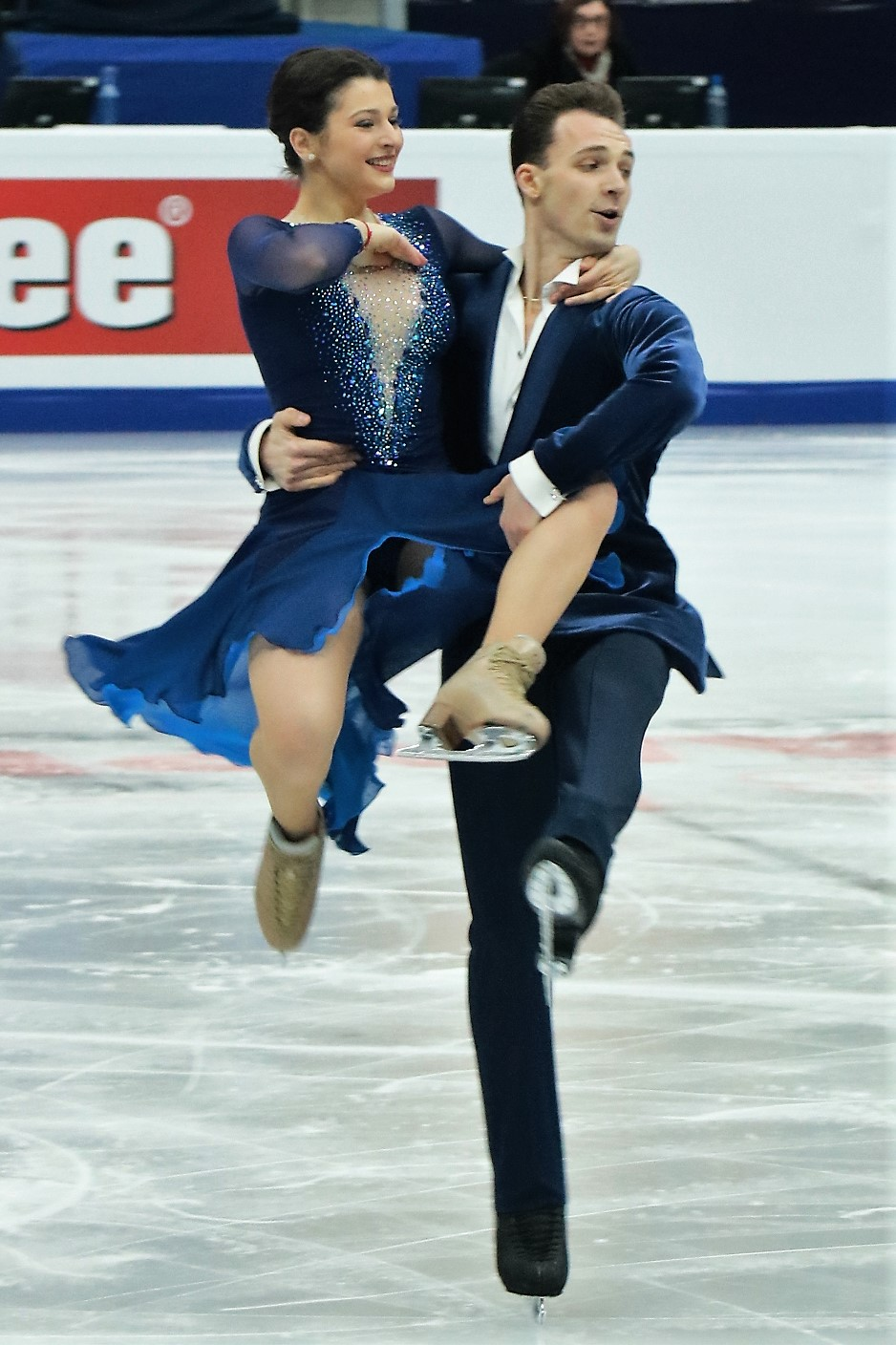
Taniec dowolny na mistrzostwach Europy 2018

W sezonie 2016/2017 głównym celem Kaliszek i Spodyriewa było zdobycie kwalifikacji olimpijskiej. W tańcu krótkim prezentowali blues i hip-hop do utworów „Back to the Dirty Town” i „Sax” Fleur East ze względu na obowiązkowy wzór tańca tego sezonu tj. Midnight Blues. Z kolei ich taniec dowolny wykonywali do muzyki ze ścieżki dźwiękowej filmu Dirty Dancing, „(I've Had) The Time of My Life” i „Do You Love Me”. W zawodach z cyklu Challenger Series zajęli czwarte miejsce na Memoriale Ondreja Nepeli 2016, a następnie piątą lokatę w Finlandia Trophy 2016. Oprócz tego zwyciężyli w rodzimych zawodach Mentor Toruń Cup 2016 i po raz pierwszy otrzymali zaproszenie do udziału w zawodach łyżwiarskich najwyższej rangi Grand Prix ze względu na dobre wyniki w poprzednim sezonie. Ich udział w zawodach Cup of China 2016 był powrotem reprezentantów Polski do cyklu Grand Prix po ośmiu latach nieobecności. Tydzień przed występem w Cup of China, Natalia podczas upadku na treningu najechała łyżwą na dłoń Maksa, co skutkowało dwoma przeciętymi palcami. Ich zdaniem na wypadek miał fatalny stan lodu na obiekcie lodowiska Tor-Tor w Toruniu. Na chińskim Grand Prix zajęli piątą lokatę na dziewięć startujących par, zaś w drugim starcie na zawodach z cyklu Grand Prix, NHK Trophy 2016 zakończyli zmagania na siódmej lokacie przy dziewięciu startujących parach tracąc do zwycięzców, a zarazem zdobywców złota olimpijskiego w kolejnym sezonie Tessy Virtue i Scotta Moira, aż 47,91 pkt. Następnie po raz trzeci z rzędu zostali mistrzami Polski, jednak kolejny raz z rzędu nie mieli konkurencji, gdyż Justyna Plutowska i Jérémie Flemin wycofali się po tańcu krótkim. Na mistrzostwach Europy w Ostrawie po raz pierwszy w karierze znaleźli się w najlepszej dziesiątce mistrzostw, plasując się na ósmym miejscu bijąc przy tym swój rekord życiowy w nocie łącznej zdobywając 156,02 pkt. Kluczowymi zawodami kończącymi sezon były mistrzostw świata 2017 w Helsinkach, gdzie Kaliszek i Spodyriew zajęli 14. miejsce bijąc swoje rekordy życiowe w obu segmentach i nocie łącznej, co pozwoliło im na zdobycie kwalifikacji olimpijskej i zagwarantowanie Polsce jednego miejsca w konkurencji par tanecznych na Zimowe Igrzyska Olimpijskie 2018 w Pjongczangu, po raz pierwszy od igrzysk olimpijskich 2010 w Vancouver.

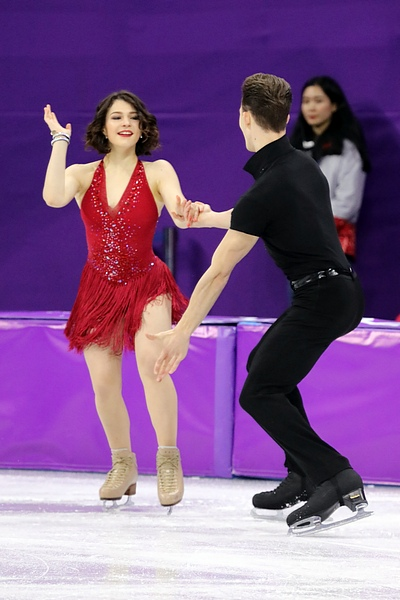
Taniec krótki ze wzorem tańca Rhumba na igrzyskach olimpijskich 2018

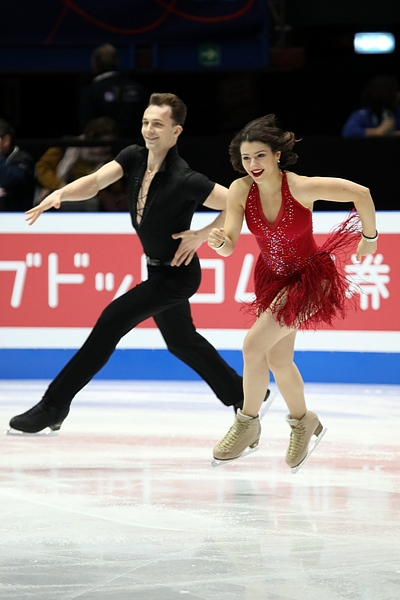
Taniec krótki na mistrzostwach świata 2018

W sezonie olimpijskim 2017/18 Kaliszek i Spodyriew prezentowali taniec krótki ze wzorem tańca Rhumba do utworów  „Despacito”, „Deja vu” i „Descarga En Sol Para Tito Puente”, zaś ich taniec dowolny był połączeniem fokstrota, swingu i quickstepa do miksu m.in. z filmu Wielki Gatsby. Sezon rozpoczęli od brązowego medalu na zawodach Santa Claus Cup, a następnie wzięli udział w zawodach z cyklu Challenger Series, gdzie zajęli 10. lokatę w Finlandia Trophy 2017 i zwyciężyli w Tallinn Trophy 2017 z nowym rekordem życiowym 168,58 pkt w nocie łącznej. Triumf w estońskich zawodach był pierwszym złotym medalem reprezentantów Polski w zawodach z cyklu Challenger Series. W drugim sezonie startów w Grand Prix Kaliszek i Spodyriew zajęli 9. miejsce w Skate Canada International 2017 wyprzedzając jedynie reprezentantów Turcji, Alisę Agafonową i Alpera Uçara oraz miejsce 8. w Internationaux de France 2017. Po zdobyciu czwartego tytułu mistrzów Polski udali się na mistrzostwa Europy 2018 rozgrywane w Moskwie, gdzie zamykali pierwszą dziesiątkę zarówno po tańcu krótkim jak i na koniec rywalizacji, choć do miejsca ósmego stracili jedynie 0,55 pkt. Tuż przed igrzyskami wygrali po raz kolejny zawody Mentor Toruń Cup 2018.
W debiucie olimpijskim na igrzyskach olimpijskich w Pjongczangu zdobyli 66,06 pkt za taniec krótki, co dawało im 14. lokatę po pierwszym dniu zmagań. Za taniec dowolny otrzymali od sędziów 95,29 pkt co pozwoliło utrzymać im 14. miejsce z notą łączną 161,35 pkt i stratą 44,72 pkt do mistrzów olimpijskich z Kanady. Kaliszek i Spodyriew nie pobili tam swoich rekordów życiowych i pomimo udanego występu stracili kilka tzw. „poziomów trudności” (najwyższy poziom to poziom czwarty) w kilku elementach swoich tańców m.in. w tańcu dowolnym otrzymali od sędziów poziom trzeci za podnoszenie i poziom drugi w sekwencji kroków. Ich występ olimpijski był powrotem polskich łyżwiarzy na arenę olimpijską, po nieobecności polskiej reprezentacji łyżwiarskiej w Soczi.
Sezon 2017/2018 zakończyli na mistrzostwach świata w Mediolanie. Po tańcu krótkim zajmowali 13. miejsce z notą 63,70 pkt, jednak za taniec dowolny otrzymali tylko 87,76 pkt, co skutkowało spadkiem na 17. miejsce z notą łączną 151,46 pkt. Ich spadek w klasyfikacji był konsekwencją decyzji sędziowskiej, którzy obniżyli ich notę o ponad 10 pkt za elementy techniczne dopiero po występie. Protokół sędziowski tłumaczył, że po twizzlach synchronicznych para wykonała podnoszenie rotacyjne, gdzie partner utrzymał partnerkę nad lodem jeden cały obrót, a podnoszenie to miało znaleźć się w programie znacznie później przez co kolejne elementy tańca były uznawane przez sędziów jako niezgodne z programem i skutkowały niższą punktacją bądź punktami ujemnymi.

## Życie prywatne
Urodziła się w rodzinie Beaty i Marka Kaliszków. Jej ojciec jest prezesem klubu łyżwiarskiego MKS Axel Toruń i pełnił funkcję prezesa Polskiego Związku Łyżwiarstwa Figurowego w latach 2017–2018. Ma troje rodzeństwa, z czego dwoje z nich trenowało łyżwiarstwo figurowe – siostra Anna i brat Michał, który był jej pierwszym partnerem sportowym.
2 maja 2022 roku wyszła za mąż za Miłosza Wąsika.

## Osiągnięcia

### Pary taneczne

#### Z Maksymem Spodyriewem
| Zawody                                | 14–15          | 15–16          | 16–17          | 17–18          | 18–19          | 19–20          | 20–21          | 21–22          |                |                |                |                |                |                |                |                |                |
| Międzynarodowe                        | Międzynarodowe | Międzynarodowe | Międzynarodowe | Międzynarodowe | Międzynarodowe | Międzynarodowe | Międzynarodowe | Międzynarodowe | Międzynarodowe | Międzynarodowe | Międzynarodowe | Międzynarodowe | Międzynarodowe | Międzynarodowe | Międzynarodowe | Międzynarodowe | Międzynarodowe |
| ------------------------------------- | -------------- | -------------- | -------------- | -------------- | -------------- | -------------- | -------------- | -------------- | -------------- | -------------- | -------------- | -------------- | -------------- | -------------- | -------------- | -------------- | -------------- |
| Zimowe igrzyska olimpijskie           |                |                |                | 14             |                |                |                | 17             |                |                |                |                |                |                |                |                |                |
| Mistrzostwa świata                    | 24             | 16             | 14             | 17             | 11             | C              | 12             |                |                |                |                |                |                |                |                |                |                |
| Mistrzostwa Europy                    | 14             | 11             | 8              | 10             | 5              | 9              | C              | 14             |                |                |                |                |                |                |                |                |                |
| GP Cup of China                       |                |                | 5              |                |                |                |                |                |                |                |                |                |                |                |                |                |                |
| GP NHK Trophy                         |                |                | 7              |                |                |                |                |                |                |                |                |                |                |                |                |                |                |
| GP Skate Canada International         |                |                |                | 9              |                |                |                |                |                |                |                |                |                |                |                |                |                |
| GP Internationaux de France           |                |                |                | 8              |                | 6              |                |                |                |                |                |                |                |                |                |                |                |
| GP Rostelecom Cup                     |                |                |                |                | 5              | 4              |                | WD             |                |                |                |                |                |                |                |                |                |
| GP Skate America                      |                |                |                |                | 6              |                |                | 8              |                |                |                |                |                |                |                |                |                |
| CS Finlandia Trophy                   |                |                | 5              | 10             |                |                |                |                |                |                |                |                |                |                |                |                |                |
| CS Golden Spin Zagrzeb                |                |                |                |                | 2              |                |                |                |                |                |                |                |                |                |                |                |                |
| CS Memoriał Ondreja Nepeli            |                |                | 4              |                |                |                |                |                |                |                |                |                |                |                |                |                |                |
| CS Minsk-Arena Ice Star               |                |                |                |                |                | 2              |                |                |                |                |                |                |                |                |                |                |                |
| CS Mordovian Ornament                 |                | 3              |                |                |                |                |                |                |                |                |                |                |                |                |                |                |                |
| CS Nebelhorn Trophy                   |                | 7              |                |                | 8              |                |                |                |                |                |                |                |                |                |                |                |                |
| CS Tallinn Trophy                     |                |                |                | 1              | 3              |                |                |                |                |                |                |                |                |                |                |                |                |
| CS Warsaw Cup                         | 6              | 2              |                |                |                |                |                | WD             |                |                |                |                |                |                |                |                |                |
| Warsaw Cup                            |                |                |                |                | 2              |                |                |                |                |                |                |                |                |                |                |                |                |
| Mentor Toruń Cup                      | 3              | 1              | 1              | 1              | 2              | 1              |                |                |                |                |                |                |                |                |                |                |                |
| Open d’Andorra                        |                | 2              |                |                |                |                |                |                |                |                |                |                |                |                |                |                |                |
| Santa Claus Cup                       | 1              |                |                | 3              |                |                |                |                |                |                |                |                |                |                |                |                |                |
| Shanghai Trophy                       |                |                |                |                |                | 3              |                |                |                |                |                |                |                |                |                |                |                |
| Bosphorus Cup                         |                |                |                |                |                | 1              |                |                |                |                |                |                |                |                |                |                |                |
| Międzynarodowe: Kategorie młodzieżowe |                |                |                |                |                |                |                |                |                |                |                |                |                |                |                |                |                |
| Mistrzostwa świata juniorów           | 7              |                |                |                |                |                |                |                |                |                |                |                |                |                |                |                |                |
| Volvo Open Cup                        | 2 J            |                |                |                |                |                |                |                |                |                |                |                |                |                |                |                |                |
| Krajowe                               |                |                |                |                |                |                |                |                |                |                |                |                |                |                |                |                |                |
| Mistrzostwa Polski                    | 1              | 1              | 1              | 1              | 1              | 1              | 1              | 1              |                |                |                |                |                |                |                |                |                |

#### Z Jarosławem Kurbakowem
| Zawody                                | 13–14                                 |                                       |                                       |                                       |                                       |                                       |                                       |                                       |                                       |                                       |                                       |                                       |                                       |                                       |                                       |                                       |                                       |                                       |
| Międzynarodowe: Kategorie młodzieżowe | Międzynarodowe: Kategorie młodzieżowe | Międzynarodowe: Kategorie młodzieżowe | Międzynarodowe: Kategorie młodzieżowe | Międzynarodowe: Kategorie młodzieżowe | Międzynarodowe: Kategorie młodzieżowe | Międzynarodowe: Kategorie młodzieżowe | Międzynarodowe: Kategorie młodzieżowe | Międzynarodowe: Kategorie młodzieżowe | Międzynarodowe: Kategorie młodzieżowe | Międzynarodowe: Kategorie młodzieżowe | Międzynarodowe: Kategorie młodzieżowe | Międzynarodowe: Kategorie młodzieżowe | Międzynarodowe: Kategorie młodzieżowe | Międzynarodowe: Kategorie młodzieżowe | Międzynarodowe: Kategorie młodzieżowe | Międzynarodowe: Kategorie młodzieżowe | Międzynarodowe: Kategorie młodzieżowe | Międzynarodowe: Kategorie młodzieżowe |
| ------------------------------------- | ------------------------------------- | ------------------------------------- | ------------------------------------- | ------------------------------------- | ------------------------------------- | ------------------------------------- | ------------------------------------- | ------------------------------------- | ------------------------------------- | ------------------------------------- | ------------------------------------- | ------------------------------------- | ------------------------------------- | ------------------------------------- | ------------------------------------- | ------------------------------------- | ------------------------------------- | ------------------------------------- |
| JGP w Czechach                        | 13                                    |                                       |                                       |                                       |                                       |                                       |                                       |                                       |                                       |                                       |                                       |                                       |                                       |                                       |                                       |                                       |                                       |                                       |
| JGP w Polsce                          | 9                                     |                                       |                                       |                                       |                                       |                                       |                                       |                                       |                                       |                                       |                                       |                                       |                                       |                                       |                                       |                                       |                                       |                                       |
| Minsk-Arena Ice Star                  | 3 J                                   |                                       |                                       |                                       |                                       |                                       |                                       |                                       |                                       |                                       |                                       |                                       |                                       |                                       |                                       |                                       |                                       |                                       |
| Mentor Toruń Cup                      | 2 J                                   |                                       |                                       |                                       |                                       |                                       |                                       |                                       |                                       |                                       |                                       |                                       |                                       |                                       |                                       |                                       |                                       |                                       |
| Santa Claus Cup                       | 3 J                                   |                                       |                                       |                                       |                                       |                                       |                                       |                                       |                                       |                                       |                                       |                                       |                                       |                                       |                                       |                                       |                                       |                                       |
| Krajowe                               |                                       |                                       |                                       |                                       |                                       |                                       |                                       |                                       |                                       |                                       |                                       |                                       |                                       |                                       |                                       |                                       |                                       |                                       |
| Mistrzostwa Polski                    | 2 J                                   |                                       |                                       |                                       |                                       |                                       |                                       |                                       |                                       |                                       |                                       |                                       |                                       |                                       |                                       |                                       |                                       |                                       |

#### Z Michałem Kaliszkiem
| Zawody                                | 10–11          | 11–12          | 12–13          |                |                |                |                |                |                |                |                |                |                |                |                |                |                |
| Międzynarodowe                        | Międzynarodowe | Międzynarodowe | Międzynarodowe | Międzynarodowe | Międzynarodowe | Międzynarodowe | Międzynarodowe | Międzynarodowe | Międzynarodowe | Międzynarodowe | Międzynarodowe | Międzynarodowe | Międzynarodowe | Międzynarodowe | Międzynarodowe | Międzynarodowe | Międzynarodowe |
| ------------------------------------- | -------------- | -------------- | -------------- | -------------- | -------------- | -------------- | -------------- | -------------- | -------------- | -------------- | -------------- | -------------- | -------------- | -------------- | -------------- | -------------- | -------------- |
| NRW Trophy                            |                |                | 12             |                |                |                |                |                |                |                |                |                |                |                |                |                |                |
| Memoriał Pavla Romana                 |                | 5              |                |                |                |                |                |                |                |                |                |                |                |                |                |                |                |
| Mentor Toruń Cup                      |                | 4              |                |                |                |                |                |                |                |                |                |                |                |                |                |                |                |
| Międzynarodowe: Kategorie młodzieżowe |                |                |                |                |                |                |                |                |                |                |                |                |                |                |                |                |                |
| Mistrzostwa świata juniorów           |                | 28             |                |                |                |                |                |                |                |                |                |                |                |                |                |                |                |
| JGP w Estonii                         |                | 11             |                |                |                |                |                |                |                |                |                |                |                |                |                |                |                |
| JGP Polsce                            |                | 11             |                |                |                |                |                |                |                |                |                |                |                |                |                |                |                |
| Krajowe                               |                |                |                |                |                |                |                |                |                |                |                |                |                |                |                |                |                |
| Mistrzostwa Polski                    | 2 J            | 2              | 3              |                |                |                |                |                |                |                |                |                |                |                |                |                |                |

### Pary sportowe

#### Z Michałem Kaliszkiem
| Zawody                                | 07–08                                 | 08–09                                 | 09–10                                 |                                       |                                       |                                       |                                       |                                       |                                       |                                       |                                       |                                       |                                       |                                       |                                       |                                       |                                       |                                       |
| Międzynarodowe: Kategorie młodzieżowe | Międzynarodowe: Kategorie młodzieżowe | Międzynarodowe: Kategorie młodzieżowe | Międzynarodowe: Kategorie młodzieżowe | Międzynarodowe: Kategorie młodzieżowe | Międzynarodowe: Kategorie młodzieżowe | Międzynarodowe: Kategorie młodzieżowe | Międzynarodowe: Kategorie młodzieżowe | Międzynarodowe: Kategorie młodzieżowe | Międzynarodowe: Kategorie młodzieżowe | Międzynarodowe: Kategorie młodzieżowe | Międzynarodowe: Kategorie młodzieżowe | Międzynarodowe: Kategorie młodzieżowe | Międzynarodowe: Kategorie młodzieżowe | Międzynarodowe: Kategorie młodzieżowe | Międzynarodowe: Kategorie młodzieżowe | Międzynarodowe: Kategorie młodzieżowe | Międzynarodowe: Kategorie młodzieżowe | Międzynarodowe: Kategorie młodzieżowe |
| ------------------------------------- | ------------------------------------- | ------------------------------------- | ------------------------------------- | ------------------------------------- | ------------------------------------- | ------------------------------------- | ------------------------------------- | ------------------------------------- | ------------------------------------- | ------------------------------------- | ------------------------------------- | ------------------------------------- | ------------------------------------- | ------------------------------------- | ------------------------------------- | ------------------------------------- | ------------------------------------- | ------------------------------------- |
| JGP w Niemczech                       |                                       |                                       | 18                                    |                                       |                                       |                                       |                                       |                                       |                                       |                                       |                                       |                                       |                                       |                                       |                                       |                                       |                                       |                                       |
| JGP w Polsce                          |                                       |                                       | 13                                    |                                       |                                       |                                       |                                       |                                       |                                       |                                       |                                       |                                       |                                       |                                       |                                       |                                       |                                       |                                       |
| Ice Challenge                         |                                       |                                       | 4 J                                   |                                       |                                       |                                       |                                       |                                       |                                       |                                       |                                       |                                       |                                       |                                       |                                       |                                       |                                       |                                       |
| Mentor Toruń Cup                      | 1 N                                   | 3 J                                   | 2 J                                   |                                       |                                       |                                       |                                       |                                       |                                       |                                       |                                       |                                       |                                       |                                       |                                       |                                       |                                       |                                       |
| Warsaw Cup                            | 3 N                                   |                                       | 3 J                                   |                                       |                                       |                                       |                                       |                                       |                                       |                                       |                                       |                                       |                                       |                                       |                                       |                                       |                                       |                                       |
| Nebelhorn Trophy                      | 1 N                                   |                                       |                                       |                                       |                                       |                                       |                                       |                                       |                                       |                                       |                                       |                                       |                                       |                                       |                                       |                                       |                                       |                                       |
| NRW Trophy                            | 3 N                                   |                                       |                                       |                                       |                                       |                                       |                                       |                                       |                                       |                                       |                                       |                                       |                                       |                                       |                                       |                                       |                                       |                                       |
| Krajowe                               |                                       |                                       |                                       |                                       |                                       |                                       |                                       |                                       |                                       |                                       |                                       |                                       |                                       |                                       |                                       |                                       |                                       |                                       |
| Mistrzostwa Polski                    |                                       |                                       | 4                                     |                                       |                                       |                                       |                                       |                                       |                                       |                                       |                                       |                                       |                                       |                                       |                                       |                                       |                                       |                                       |
| Mistrzostwa Polski juniorów           | 1 N                                   | 1 J                                   | 3 J                                   |                                       |                                       |                                       |                                       |                                       |                                       |                                       |                                       |                                       |                                       |                                       |                                       |                                       |                                       |                                       |
| Młodzieżowe igrzyska Polski           |                                       | 1 J                                   |                                       |                                       |                                       |                                       |                                       |                                       |                                       |                                       |                                       |                                       |                                       |                                       |                                       |                                       |                                       |                                       |
| Mazovia Cup                           | 1 N                                   | 1 J                                   | 2 J                                   |                                       |                                       |                                       |                                       |                                       |                                       |                                       |                                       |                                       |                                       |                                       |                                       |                                       |                                       |                                       |
| International Czech Champ.            |                                       | 2 J                                   |                                       |                                       |                                       |                                       |                                       |                                       |                                       |                                       |                                       |                                       |                                       |                                       |                                       |                                       |                                       |                                       |

## Programy
Natalia Kaliszek / Maksym Spodyriew
| Sezon   | Taniec rytmiczny (RD) | Taniec dowolny (FD) | Pokazy mistrzów                     |
| ------- | --- | --- | ----------------------------------- |
| 2021–22 | - Blues: Quick Musical Doodles – Two Feet - Hip-hop: Glory – The Score choreograf: Sylwia Nowak-Trębacka                                                                              | - Heart Cry – Perpetual Emotions - Natural – Imagine Dragons choreograf: Sylwia Nowak-Trębacka |                                     |
| 2020–21 | - Disco, quickstep: Everybody Say Yeah (z musicalu Kinky Boots) – Cyndi Lauper choreograf: Sylwia Nowak-Trębacka                                                                      | - Dirty Dancing medley: - (I've Had) The Time of My Life" – Bill Medley, Jennifer Warnes - Do You Love Me – The Contours choreograf: Sylwia Nowak-Trębacka                                                          |                                     |
| 2019–20 | - Disco, quickstep: Everybody Say Yeah (z musicalu Kinky Boots) – Cyndi Lauper choreograf: Sylwia Nowak-Trębacka                                                                      | - Dirty Dancing medley: - (I've Had) The Time of My Life" – Bill Medley, Jennifer Warnes - Do You Love Me – The Contours choreograf: Sylwia Nowak-Trębacka                                                          | - I’ll Never Love Again – Lady Gaga |
| 2018–19 | - Tango Romantica: Passion for Tango | - Bout Time – Crystalize - I Feel Like I'm Drowning – Two Feet |                                     |
| Sezon   | Taniec krótki (SD) | Taniec dowolny (FD) | Pokazy mistrzów                     |
| 2017–18 | - Samba: Despacito – Luis Fonsi - Rumba: Deja vu – Prince Royce, Shakira - Salsa: Descarga En Sol Para Tito Puente – Alex Torres, Los Reyes Latinos choreograf: Sylwia Nowak-Trębacka | - Young and Beautiful (z filmu The Great Gatsby) – Lana Del Rey - Swing Break – The McMash Clan, Kate Mullins - No Diggity – No Diggity - Maple Leaf Rag – Skeewiff, Tommy Dorsey choreograf: Sylwia Nowak-Trębacka |                                     |
| 2016–17 | - Blues: Back to the Dirty Town – Blues Mystery - Hip-hop: Sax – Fleur East choreograf: Sylwia Nowak-Trębacka                                                                         | - Dirty Dancing medley: - (I've Had) The Time of My Life" – Bill Medley, Jennifer Warnes - Do You Love Me – The Contours choreograf: Sylwia Nowak-Trębacka                                                          |                                     |
| 2015–16 | - Walc: Rain Waltz – Fryderyk Chopin - Fokstrot: Tea For Two choreograf: Sylwia Nowak-Trębacka                                                                                        | - Crystallize medley |                                     |
| 2014–15 | | - Upiór w operze – Roberto Danova |                                     |